# محوطه ماشکید ۳
محوطه ماشکید ۳ مربوط به هزاره ۴ و ۳ قبل از میلاد است و در شهرستان سراوان، بخش جالق، ۱۵/۵ کیلومتری شمالغرب شهر جالق، منطقه آب سردین واقع شده و این اثر در تاریخ ۲۸ اسفند ۱۳۸۵ با شمارهٔ ثبت ۱۸۷۰۱ به‌عنوان یکی از آثار ملی ایران به ثبت رسیده است.